# 密枝杜鹃
密枝杜鹃（学名：Rhododendron fastigiatum）为杜鹃花科杜鹃花属下的一个种。

## 扩展阅读
- 維基物種上的相關：密枝杜鹃